# 四基山崖墓群
四基山崖墓群，位于山东省济宁市邹城市大束镇，是中华人民共和国山东省文物保护单位之一。
1977年12月23日，授予山东省文物保护单位，是一座古墓葬。